# اپلدور، توریج
اپلدور، توریج (به انگلیسی: Appledore, Torridge) یک روستا در بریتانیا است که در نورتهام، دوون واقع شده‌است. اپلدور ۲٬۸۱۴ نفر جمعیت دارد.